# Étienne Parrocel
Pour les articles homonymes, voir Parrocel.
Étienne Parrocel, dit « Le Romain », est un peintre français né à Avignon le 8 janvier 1696 et mort à Rome le 13 janvier 1775.

## Biographie
Issu d'une famille d'artistes, Étienne Parrocel est le fils de Jacques-Ignace Parrocel (1667-1722) et de Jeanne Marie Perrier. Il est baptisé le 8 janvier 1696 à la paroisse Saint-Giniès d'Avignon. Cette ville était la propriété de la papauté et ne deviendra française que le 12 septembre 1791. Il travaille avec son oncle Pierre Parrocel (1670-1739) et se rend avec lui en Italie. Il s'installe à Rome en 1717 et s'y marie en 1727. Comme de nombreux artistes établis à Rome, il italianise son nom et signe ses tableaux Stephano (ou Stefanus), d'où l'appellation d'Étienne Parrocel Le Romain. Dès la fin des 1730, il reçoit de nombreuses commandes pour les églises d'Italie et de sa Provence natale. En 1734, il devient membre de l'Académie de Saint-Luc. Il décore plusieurs églises, notamment la basilique Sainte-Praxède et la coupole de l'église de la Madeleine à Rome.

## Œuvres
France
- Ajaccio, musée Fesch : Jésus et la Samaritaine.
- Amiens, cathédrale Notre-Dame : Adoration des Mages, 1749, toile du retable de la chapelle de l'Aurore (aujourd'hui Chapelle Saints-Pierre-et-Paul).
- Avignon, musée Calvet :
  - Saint Jean-Baptiste désignant le Messie[2] ;
  - Saint Camille de Lellis présenté à la Trinité par Marie Madeleine, étude préparatoire pour le décor de la coupole de l'église de la Madeleine à Rome[3].
- Carpentras, musée Comtadin-Duplessis :
  - Portrait du cardinal Pierre Guérin de Tencin[4] ;
  - Portrait du cardinal Melchior de Polignac ;
  - Vierge à l'Enfant.
- Paris :
  - École nationale supérieure des beaux-arts :
    - Trinité, pierre noire, rehauts de craie blanche sur papier préparé gris beige, 39 × 28,3 cm[5]. La pierre noire alliée à la craie blanche sur papier coloré est une technique que l'on retrouve dans la plupart des dessins de l'artiste. La mise en page de cette feuille correspond au groupe des études finies pour des figures isolées des tableaux d'Étienne Parrocel. Elle est préparatoire à une toile conservée dans l'église abbatiale de Saint-Antoine-l'Abbaye, une huile sur toile commandée vers 1740 par Nicolas Gasparini, l'abbé en charge : Saint Augustin et l'Enfant[6] ;
    - Atlante soutenant un joug, d'après Jules Romain, pierre noir et rehauts de blanc sur papier bleu ayant viré au gris, 41,5 × 28 cm[7]. Copie d'un motif de Raphaël exécuté par Jules Romain dans la chambre de Constantin au Vatican[8] ;
    - Études de cinq personnages : deux femmes, un homme, un religieux, pierre noire et craie sur papier beige, 54,2 × 40,4 cm[9]. Dessin préparatoire pour un tableau de 1739, représentant saint Charles Borromée en prière pour la cessation de la peste de Milan de 1576[8] ;
    - Tête de religieux, de profil, légèrement inclinée, tournée vers la gauche, regardant vers le ciel, sanguine sur papier beige, 40,6 × 26,7 cm[10],[8].
    - Etudes de cinq personnages: étude pour saint Charles Borromée priant pour la cessation de l'épidémie de la peste, pierre noire et craie sur papier beige, 54.2 x 40.4 cm[11]. Dessin préparatoire au groupe de personnages figurant à l'arrière plan de Saint-Charles Borromée priant pour la cessation de la peste qui ravagea Milan en 1576, peint en 1739 pour la chapelle Saint-Charles de l'église Sainte-Praxède de Rome[12].
    - Atlante soutenant un joug, pierre noire et rehauts de blanc sur papier bleu ayant viré au gris, 41.5 x 28 cm[13]. Copie d'un motif de Raphaël exécuté par Jules Romain dans la "chambre de Constantin" au Vatican[12].

  - musée du Louvre :
    - La Bienheureuse Jeanne de Valois, étude pour l'église Saint-Louis des Français à Rome[14] ;
    - fonds de dessins.
- Toulouse, musée des Augustins : Saint François Régis en prière pendant la peste de Toulouse[15].
- Grenoble, Musée des Beaux-Arts : La charité selon Saint Nicolas, saisie révolutionnaire, 1799

Italie
- Rome :
  - basilique Sainte-Marie-du-Trastevere, chapelle de la Nativité, deuxième à droite. : La Nativité, 1739 ou 1745, tableau d’autel.
  - basilique Sant'Anastasia al Palatino, avant-dernière chapelle à gauche : Saint Georges et saint Publius. Saint Publius de Malte, converti après avoir rencontré saint Paul, aurait été le premier évêque de Malte.
  - basilique Santa Prassede, chapelle Saint-Charles-Borromée, quatrième à gauche : Saint Charles Borromée implore le Crucifix pour que cesse la peste à Milan en 1576, 1736.
  - Bibliotèque de l’Accademia dei Lincei e Corsiniana, salles de Ferdinando Fuga, salle de la Philosophie et des Lettres (deuxième salle), fresque et détrempe à sec : au plafond, Apollon sur le Mont Parnasse, 1746[16].
  - Chiesa Nuova : Madonna vallicelliana d'après Rubens, 1745, maître-autel, tableau d’autel.
  - église Saint-Louis-des-Français, chapelle Sainte-Jeanne-de-France, troisième chapelle à droite : La Béate Jeanne de Valois présente l’ordre des sœurs de l’Annonciation de la sainte Vierge Marie qu’elle a fondé à la Sainte-Trinité et à la Madone, huile sur papier toilé. Béatifiée le 18 juin 1742 et canonisée en 1950.
  - église San Gregorio della Divina Pietà :
    - Crucifixion avec la Vierge et saint Grégoire, 1727-1729, ovale de la façade ;
    - Saint Grégoire le Grand au repas des pauvres, vers 1729, autel de San Gregorio Magno.

  - église Santa Caterina da Siena in Via Giulia, nef, peinture des deux ovales au-dessus des portes de la nef :
    - Le Christ donne la communion à sainte Catherine de Sienne ou La communion mystique de sainte Catherine (selon Treccani) ;
    - Le Christ donnant à sainte Catherine une croix pectorale[17].

  - église Santa Maria in Monticelli, troisième chapelle de la nef droite :
    - La Sainte Famille adorée par saint François, dit aussi La Madone avec l’Enfant et des saints Palermitains, 1726, tableau d’autel (anciennement retable du grand autel) :
    - Anges, 1726, absides latérales, en haut entre le lanternon et la fenêtre ;
    - Baptême du Christ, au-dessus du baptistère. Le Christ et Jean-Baptiste avec à droite deux paysages superposés et à gauche un arbre.

  - église Santa Maria Maddalena : fresques de la coupole, de ses pendentifs et de la lanterne : Saint Camillo de Lellis présenté à la Trinité ; Sainte Marie Madeleine ; Les Docteurs de l’Église latine ; L’Esprit Saint.
  - monastère des Oblates de Sainte-Françoise-Romaine-à-Tor de’ Specchi : Sainte Françoise Romaine, présentée par les saints Paul, Benoît et (Marie) Madeleine, reçoit de la Sainte Vierge la Règle de la Congrégation en présence d’un ange, 1749, provenant de l’église Santa Maria Liberatrice (Treccani).
  - Pinacothèque vaticane : Prédication de saint Vincent de Paul, no inv. MV 40830.

Œuvres d'Étienne Parrocel
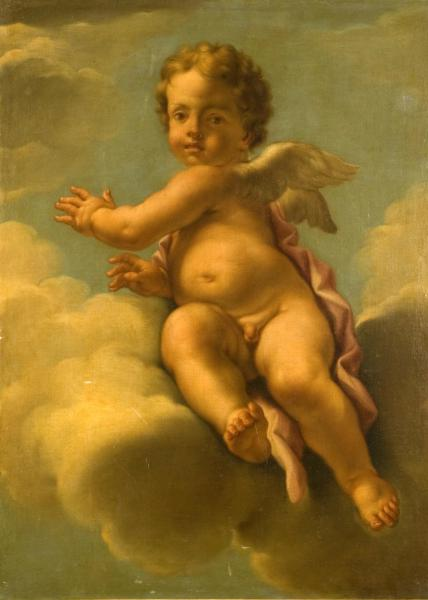
Angelot dans les nues, Ajaccio, musée Fesch.
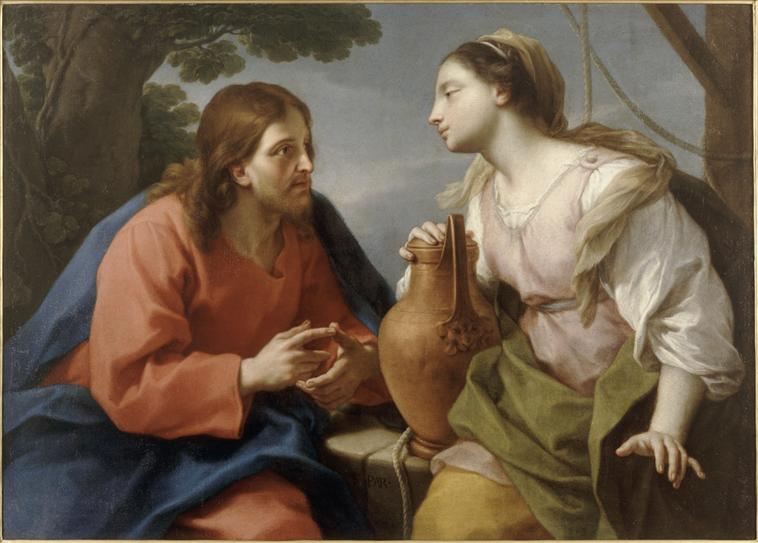
Jésus et la Samaritaine, Ajaccio, musée Fesch.
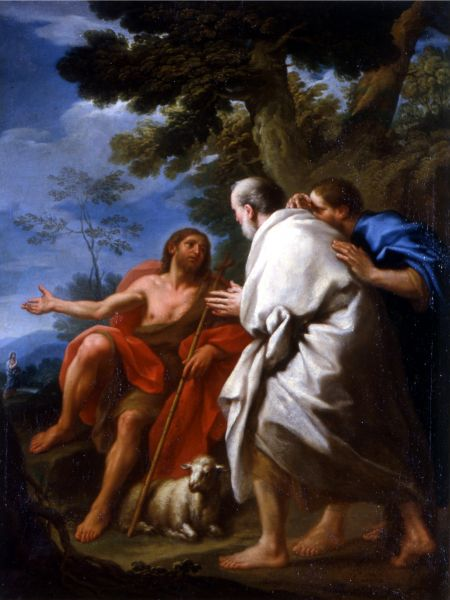
Saint Jean-Baptiste désignant le Messie, Avignon, musée Calvet.
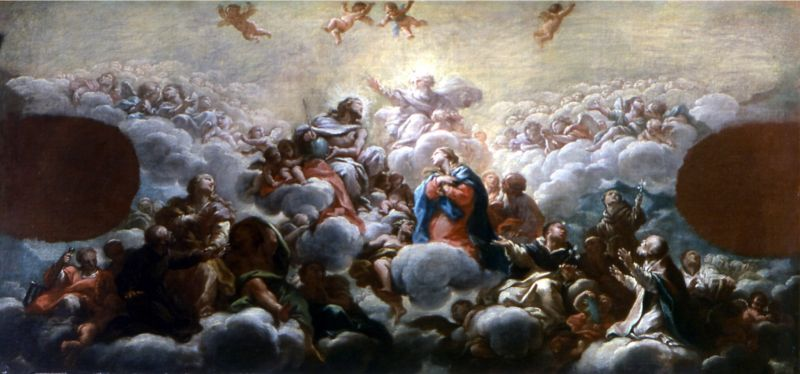
Saint Camille de Lellis présenté à la Sainte Trinité par Marie Madeleine, Avignon, musée Calvet.
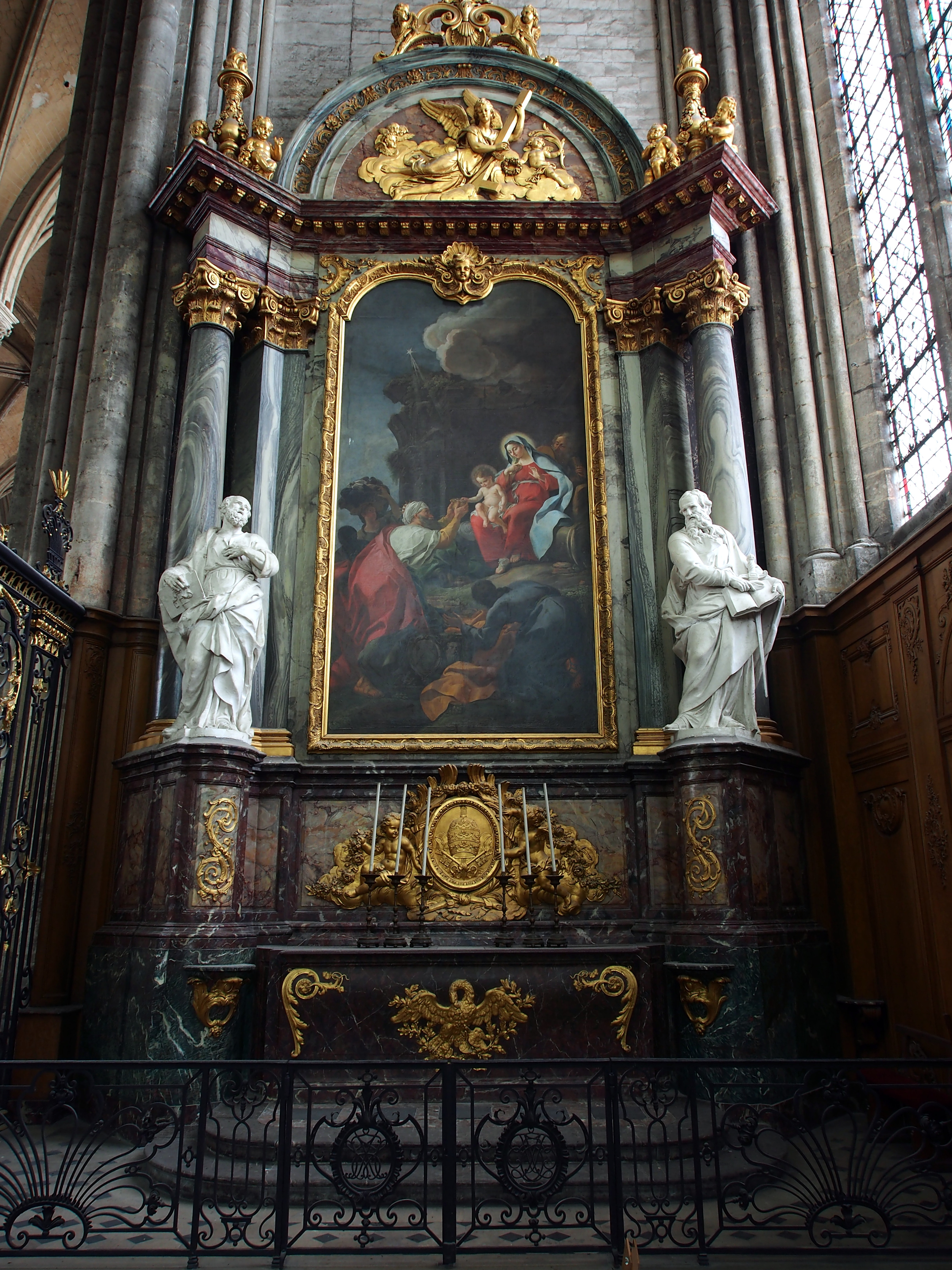
Adoration des Mages, cathédrale Notre-Dame d'Amiens.